# صومل (مودية)
صومل هي إحدى قرى عزلة مودية بمديرية مودية التابعة لمحافظة أبين، بلغ تعداد سكانها 98 نسمة حسب تعداد اليمن لعام 2004.